# Manuel de Saavedra i Frígola
Manuel de Saavedra i Frígola (Gènova 1842 - València 6 de març de 1912) fou un noble i hisendat valencià, partidari del carlisme.

## Biografia
Era fill pòstum de n'Antoni de Saavedra i Jofré, i de la seua tercera muller, Josepa Frígola i Mercader. Son pare havia estat ministre de Ferran VII i ambaixador de Carles Maria Isidre en la Cort de Viena. Va posar sa vida i bona part de la seua hisenda a disposició del Pretendent. Manuel de Saavedra va nàixer accidentalment a Gènova per trobar-s'hi exiliada la seua família degut a la implicació carlina de son pare durant de primera guerra carlina (1833 - 1839). Rere la seua tornada a Espanya, passà gairebé tota sa vida a València.
Segons el baró d'Artagan, malgrat la seua prominent condició social, Saavedra va ser sempre un home molt humil i caritatiu, considerat pels seus correligionaris com a model de cristià ric. Des de jove va ser soci de Sant Vicent de Paül; va presidir durant molts anys la Conferència de Sant Martí, i des de la mort del seu germà Diego, va presidir a més el Consell Central Regional de les Conferències de Sant Vicent de Paül. Fou bon amic dels ordes religiosos, va exercir el càrrec de president del Cercle Catòlic d'Obrers de Sant Vicent Ferrer i formà part de nombroses confraries i associacions religioses a València com a confrare o associat.
En el pla polític, en Manuel defenia els ideals tradicionalistes. En diverses ocasions aportà donatius quantiosos pel triomf de la causa carlina, va assistir a tots els actes polítics tradicionalistes de València. Va contribuir al sosteniment dels cercles i al tresor per al foment dels interessos carlins. També ajudà econòmicament als periòdics catòlics. A la mort de Carles VII, renovà el seu compromís amb el successor carlí, en Jaume de Borbó i de Borbó-Parma. De fet, el Diari de València, òrgan de difusió dels partidaris valencians d'en Jaume, era finançat en bona part per Saavedra.
Malgrat el seu matrimoni amb Carme Caro Bassiero, no tingué fills.